# Edge of Seventeen (chanson)
Ne doit pas être confondu avec Edge of Seventeen.
Singles de Stevie Nicks
Leather and Lace
(1981) After the Glitter Fades
(1982)
Edge of Seventeen (Just Like the White Winged Dove) est une chanson écrite et enregistrée par la chanteuse américaine Stevie Nicks. Il s'agit du troisième single de son premier album Bella Donna paru en 1981. Elle a écrit et composé cette chanson pour exprimer sa tristesse de la mort de son oncle et du meurtre de John Lennon au cours de la même semaine en décembre 1980. La chanson comporte un riff distinctif, un demi-soupir, et une structure simple avec des accords typiques des chansons de Stevie Nicks.

## Sortie
Sorti en disque vinyle 7" en 1981, le single a atteint la 4e position au Mainstream Rock Tracks chart. En 1982, la chanson s'est fait une place à la 26e position toujours classée au Mainstream Rock Tracks chart, et est aussi rentrée au Billboard Hot 100 à la 11e place. Au Canada, le single s'est classé 11e.

## Reprises
C'est l'une des chansons les plus populaires de Stevie Nicks, quelques artistes ont repris le titre comme les Destiny's Child qui se sont servis d'un sample de Edge of Seventeen pour l'inclure sur leur single Bootylicious sorti en 2001. Pour le clip vidéo du titre Bootylicious, Stevie Nicks fait une apparition, elle joue aussi le riff de guitare d'introduction. La chanson a également été échantillonnée par le musicien de Drum and bass High Contrast dans le titre Days Go By. Lindsay Lohan reprend le titre en 2005 pour son album A Little More Personal (Raw).

## Dans la culture populaire
La chanson est présentée dans le film Rock Academy et dans le jeu vidéo Grand Theft Auto IV sur la radio Liberty Rock Radio 97.8. C'est aussi le thème d'entrée de l'équipe de catch professionnel The Canadian Ninjas, ainsi que l'un des membres de l'équipe, Portia Perez.

## Liste des titres
| A. | Edge of Seventeen | 3:36 |
| B. | Outside the Rain  | 4:17 |

| A. | Edge of Seventeen (previously unreleased live version) | 8:07 |
| B. | Edge of Seventeen (previously unreleased live version) | 5:57 |

- Enregistré au Wilshire Theater à Los Angeles en Californie le 13 décembre 1981.

## Charts
| Pays       | Chart                        | Meilleure position | Réf   |
| ---------- | ---------------------------- | ------------------ | ----- |
| États-Unis | Mainstream Rock Tracks chart | 4                  | [ 3 ] |
| États-Unis | Billboard Hot 100            | 11                 | [ 3 ] |
| Canada     | RPM                          | 11                 | [ 4 ] |